# Lydie Massard
Pour les articles homonymes, voir Massard.
Lydie Massard, née le 24 août 1978 à Saint-Brieuc (Côtes-d'Armor), est une femme politique française, membre de l'Union démocratique bretonne (UDB) et députée européenne de 2023 à 2024.
Elle est porte-parole de l'UDB entre 2015 et 2023. Elle est co-porte-parole de la fédération Régions et peuples solidaires depuis août 2022.
Le 24 septembre 2023, elle succède à Yannick Jadot, élu sénateur de Paris, au Parlement européen.

## Biographie
Cuisinière dans un lycée professionnel de Pontivy, elle adhère à l'Union démocratique bretonne en 2015.
En 2017, elle est candidate suppléante dans la 3e circonscription du Morbihan sous l'étiquette Oui la Bretagne – coalition réunissant le Mouvement Bretagne et progrès (MBP) de Christian Troadec et l'UDB – puis aux élections européennes de 2019, en 14e position sur la liste Europe Écologie conduite par Yannick Jadot.
Lors des municipales de 2020, elle figure sur la liste « Demain Pontivy écologique et solidaire » conduite par Marie Madeleine Doré-Lucas (LFI) mais elle n'est pas élue. L'année suivante, elle se présente dans le canton de Pontivy lors des élections départementales de 2021, en binôme avec Gabriel Auffret, et obtient 12,54 % des suffrages exprimés.
En 2022, elle est à nouveau candidate de l'UDB et de R&PS dans la 3e circonscription, cette fois-ci comme titulaire, et recueille 1,92 % des voix au premier tour. Au second tour, elle apporte son soutien à l'insoumise Marie Madeleine Doré-Lucas, candidate de la NUPES, mais souligne que « l'UDB a de profonds désaccords avec la France insoumise et son leader Jean-Luc Mélenchon ».
En septembre 2023, à la suite de l'élection de Yannick Jadot au Sénat, elle devient députée européenne et rejoint François Alfonsi (Femu a Corsica) sur les bancs du Parlement européen. Ainsi, elle est la deuxième parlementaire issue du mouvement Régions et peuples solidaires lors de la législature 2019-2024,.
Depuis août 2022, elle est aussi co-porte-parole de R&PS.

## Résultats électoraux

### Élections européennes
| Année | Liste | Liste | Circonscription | Position sur la liste | %     | Rang | Sièges obtenus | Issue                                                                                |
| ----- | ----- | ----- | --------------- | --------------------- | ----- | ---- | -------------- | ------------------------------------------------------------------------------------ |
| 2019  |       | Verts | France entière  | 14e                   | 13,48 | 3e   | 13 / 79        | Devient deputée en septembre 2023 à la suite de l'élection de Yannick Jadot au Sénat |
| 2019  |       | Verts | France entière  | 14e                   | 13,48 | 3e   | 13 / 79        | Devient deputée en septembre 2023 à la suite de l'élection de Yannick Jadot au Sénat |

### Élections législatives
| Année | Parti | Parti | Circonscription                | 1er tour | 1er tour  | Issue    | Commentaires |
| Année | Parti | Parti | Circonscription                | %        | Rang      | Issue    | Commentaires |
| ----- | ----- | ----- | ------------------------------ | -------- | --------- | -------- | ------------ |
| 2017  |       | UDB   | 3e circonscription du Morbihan | 1,56     | 8e        | Éliminée | Suppléante   |
| 2022  | 1,92  | UDB   | 3e circonscription du Morbihan | 7e       | Titulaire | Éliminée |              |

### Elections départementales
| Année | Parti | Parti | Binôme          | Canton            | 1er tour | 1er tour | Issue    | Commentaires |
| Année | Parti | Parti | Binôme          | Canton            | %        | Rang     | Issue    | Commentaires |
| ----- | ----- | ----- | --------------- | ----------------- | -------- | -------- | -------- | ------------ |
| 2021  |       | UDB   | Gabriel Auffret | Canton de Pontivy | 12,54    | 5e       | Éliminée |              |